# Брагино (Орловская область)
Брагино — деревня в Мценском районе Орловской области России. Входит в состав Тельченского сельского поселения.

## География
Деревня находится в северной части Орловской области, в лесостепной зоне, в пределах центральной части Среднерусской возвышенности, к югу от автодороги 54К-1, к западу от реки Оки, на расстоянии примерно 13 километров (по прямой) к западу-северо-западу (WNW) от города Мценска, административного центра района. Абсолютная высота — 227 метров над уровнем моря.
Климат населённого пункта характеризуется как умеренно континентальный с умеренно морозной зимой и теплым, иногда жарким летом. Средняя многолетняя температура самого холодного месяца — января, составляет −9,4°С, температура самого теплого +19°С.
Часовой пояс
Деревня Брагино, как и вся Орловская область, находится в часовой зоне МСК (московское время). Смещение применяемого времени относительно UTC составляет +3:00.

## Население
| 2002 | 2010 |
| ---- | ---- |
| 517  | ↘463 |

Половой состав
По данным Всероссийской переписи населения 2010 года в гендерной структуре населения мужчины составляли 47,3 %, женщины — соответственно 52,7 %.
Национальный состав
Согласно результатам переписи 2002 года, в национальной структуре населения русские составляли 92 % из 517 чел.

## Инфраструктура
Действуют дошкольная группа и начальные классы (структурные подразделения Тельченской средней школы), дом культуры и библиотека.

## Улицы
Уличная сеть деревни состоит из семи улиц.